# APR-1400
APR-1400 (akronim za Advanced Power Reactor 1400 MWe) je napredni tlačnovodni reaktor tretje generacije, ki ga je zasnoval južnokorejski Korea Electric Power Corporation (KEPCO). Sprva je bil reaktor znan kot KNGR (Korean Next Generation Reactor). Razvit je bil na podlagi OPR-1000, ima pa določene podobnosti s System 80+. 
APR-1400 ima toplotno moč 4000MWt, gros električno moč 1455 MWe in neto električno moč 1400 MWe. Življenjska doba reaktorja naj bi bila 60 let.
Decembra 2009 so prodali štiri reaktorje Združenim arabskim emiratom, kar je bil en izmed največjih jedrskih poslov v zgodovini. Trenutno je 7 reaktorjev v fazi gradnje, pet pa je planiranih.
| Lokacija   | Enota | Status    | Začetek gradnje    | Konec gradnje | Začetek obratovanja |
| ---------- | ----- | --------- | ------------------ | ------------- | ------------------- |
| Shin-Kori  | 3     | v gradnji | 16. oktober 2008   | zgodaj 2015   | 2015                |
| Shin-Kori  | 4     | v gradnji | 19. avgust 2009    | –             | 2016                |
| Shin-Kori  | 5     | planiran  | 2014               | –             | –                   |
| Shin-Kori  | 6     | planiran  | 2014               | –             | –                   |
| Shin-Hanul | 1     | v gradnji | 10. julij 2012     | April 2017    | 2017                |
| Shin-Hanul | 2     | v gradnji | 19. junij 2013     | –             | 2018                |
| Shin-Hanul | 3     | planiran  | 2017               | –             | 2022                |
| Shin-Hanul | 4     | planiran  | 2017               | –             | 2022                |
| Barakah    | 1     | v gradnji | 18. julij 2012     | –             | 2017                |
| Barakah    | 2     | v gradnji | 28. maj 2013       | –             | 2018                |
| Barakah    | 3     | v gradnji | 24. september 2014 | –             | 2019                |
| Barakah    | 4     | planiran  | 2015               | –             | 2020                |